# Over My Head (Better Off Dead)
«Over My Head (Better Off Dead)» es el tercer sencillo del álbum Does This Look Infected? de la banda Sum 41 lanzado el 23 de junio de 2003 exclusivamente en Canadá.

## Videoclip
Una colección de clips del tour 2002-2003 en soporte del disco Does This Look Infected?, tanto en el escenario como del backstage.

## Lista de canciones

### Sencillo
| N.º | Título                           | Duración |  |
| 1.  | «Over My Head (Better off Dead)» | 2:29     |  |
| 2.  | «Mr. Ámsterdam» (en directo)     | 2:56     |  |
| 3.  | «Still Waiting» (en directo)     | 2:38     |  |
| 4.  | «The Hell Song» (en directo)     | 3:18     |  |

- Datos: Q2534562